# 瓦のふるさと公園
瓦のふるさと公園（かわらのふるさとこうえん）は、愛媛県今治市菊間町に位置する都市公園（地区公園）である。本公園は菊間町の浜3067番地と長坂203番地にまたがって立地している。

## 概要
本公園は約5.4ヘクタールの敷地面積で、1996年6月27日に開設された。園内へは何時でも誰でも自由に入る事ができる。ただし園内に立地する博物館のかわら館は有料であり、定められた営業時間でなければ入場できない。園内には小高い丘があって、この丘は本公園のすぐ北を東西方向に走っているJR四国の予讃線を走る列車の車窓からも見ることができる。そしてこの丘の上からは瀬戸内海を見ることもできる。また園内にはソメイヨシノ、バラ、アジサイ、ウメが植えられており、時期を選べばこれらの花を見ることもできる。

## 交通
本公園への最寄り駅はJR四国の予讃線の菊間駅である。園内には丘があるため菊間駅のホームからでも本公園を容易に見ることができる。